# Diocese de Ales-Terralba
A Diocese de Ales-Terralba (Dioecesis Uxellensis-Terralbensis) é uma circunscrição eclesiástica da Igreja Católica na Itália, pertencente à Província Eclesiástica da Sardenha e à Conferenza Episcopale Italiana, sendo sufraganea da Arquidiocese de Oristano. A sé episcopal está em Ales.

## Territorio
A Diocese inclui 42 comunas da província. Seu território é dividido em 57 paróquias e em 2018 contava 94,4 mil batizados numa população de 94,6 mil habitantes (99,7%). Provavelmente é a menor diocese da Italia.

## História
Papa Gregório I menciona a diocese de Uselli, antigo nome de Ales, numa carta em 591 à Januário de Cagliari.
A diocese de Ales tem origem a partir do VII século, aquela de Terralba em XII século. As dues sés foram unidas por Papa Júlio II em 8 de dezembro 1503.

## Cronologia dos bispos do século XX
Bispos recentes:
- Francesco Emanuelli † (29 de agosto 1910-10 de outubro 1947)
- Antonio Tedde † (5 de fevereiro 1948-6 de agosto 1982)
  - Desde 1986 são bispos de Ales Terralba:
- Giovanni Paolo Gibertini (23 de março 1983-11 de julho 1989 nomeado bispo da Diocese de Reggio Emilia-Guastalla)
- Antonino Orrù (9 de abril 1990-5 de fevereiro 2004)
- Giovanni Dettori  (5 de fevereiro 2004 - 10 de fevereiro de 2016)
- Roberto Carboni, O.F.M. Conv. (10 de fevereiro de 2016 - 4 de maio de 2019) Nomeado Arcebispo de Oristano. (desde de 3 de julho de 2021) Arcebispo In persona episcopi